# فرقة الصيد (لوست)
"فرقة الصيد" هي الحلقة السادسة والثلاثون من مسلسل لوست. والحلقة الحادية عشر من الموسم الثاني. الحلقة من إخراج ستيفن ويليامز وكتبها كل من إليزابيث سارنوف وكريستينا م. كيم. تم بث الحلقة لأول مرة في 18 يناير 2006 على قناة ABC. ظهرت شخصية جاك شيبارد في فلاشباك الحلقة.

## الملخص

### الفلاشباك
يناقش "جاك شيبارد" ووالده "كريستيان" مدى فعالية عملية الجراحة التي ستجرى على رجل إيطالي يُدعى "أنجيلو بوسوني" المصاب بورم في العمود الفقري. ينصح كريستيان بعدم إجراء العملية. ومع ذلك، قالت غابرييلا ابنة الرجل لكريستيان: "لم نأتِ من أجلك". حيث هي ووالدها على علم بشفاء زوجة جاك بأعجوبة، ويأملان أن يتمكن جاك من تحقيق "معجزة" أخرى. يوافق جاك على إجراء العملية رغم رفض والده. بعد ليلة طويلة، يعود جاك إلى المنزل و يواجه زوجته سارة، التي تخبره أنها أجرت اختبار الحمل بعد تأخر دورتها الشهرية، وكانت نتيجة الاختبار سلبية. لاحقاً، أثناء وجود غابرييلا في مكتب جاك، يحذرها جاك من مخاطر الجراحة، لكنها قررت في النهاية المضي قدماً بالعملية. يدخل عليهم كريستيان فجأة وهم يتشاركون لحظة هادئة. عندما تغادر غابرييلا، يحذر كريستيان جاك من مخاطر الاقتراب أكثر من اللازم من مرضاه. تفشل الجراحة ويموت أنجيلو على طاولة العمليات بسبب قصور في القلب. يخبر جاك والده أنه سيخبر غابرييلا عن الأمر، ويرد كريستيان بأنه أخبرها بالفعل وأنها غادرت المستشفى. يجد جاك غابرييلا في ساحة انتظار السيارات وهي تبكي على وفاة والدها. يحاول مواساتها وينتهي الأمر بتقبيلهما لبعضهما. يتراجع جاك ويخبر غابرييلا أنه "لا يستطيع". في المنزل، يعترف جاك لزوجته بأنه قبّل امرأة أخرى، لكنه يعدها بأنه سيتغير. وبينما كان يضمها، تبتعد سارة وتخبره أنها تواعد شخص آخر وأنها ستتركه. وأغراضها مجهزة بالفعل. تقول قبل أن تغادر: "ستحتاج دائماً إلى شيء ما لإصلاحه".

### على الجزيرة
في الجزيرة، يكتشف جاك أن لوك فاقداً للوعي في مخبأ الأسلحة داخل الفتحة. بعدها بلحظات، يدخل مايكل حاملاً سلاحه ومصوباً نحو جاك، معلناً أنه ذاهب إلى الغابة لاستعادة ابنه والت، الذي اختطفه الآخرون. يحاول جاك أن يتفاهم معه ويعرض عليه المساعدة. ومع ذلك، يرفض مايكل، ويُخبر جاك أنه يجب عليه الذهاب بمفرده. يسأله جاك عما إذا كان سيطلق النار عليه حقاً، فيجيب مايكل: "لا، لكنني سأطلق النار على الكمبيوتر". ويضيف مايكل أن الكمبيوتر "ليس كما تعتقد". يتراجع جاك ويغادر مايكل بعد أن قفل على جاك ولوك في خزانة الأسلحة.
بعد أن تم إطلاق سراحهم من قبل كيت وسوير، اللذين قدما لتغيير ضمادات سوير، ينوي جاك اللحاق بمايكل. يتطوع لوك وسوير لمرافقته، لكن جاك يرفض طلب كيت بالقدوم معهم، موضحاً أنها يجب أن تبقى بالفتحة وتعتني بإدخال الرمز.
أثناء البحث عن مايكل، يكشف لوك لسوير أنه يعرف اسمه الحقيقي، جيمس فورد، منذ أن أعطاه هيرلي قائمة الركاب. لوك يسأل سوير عن سبب اختياره لهذا الاسم، لكن سوير يرفض الإجابة. وفي تلك اللحظة سُمع دوي إطلاق نار. يواصل جاك وسوير ولوك السير نحو مصدر صوت الطلقات. و يعثروا على خراطيش من مسدس مايكل.
في تلك الليلة، بينما كان جاك ولوك يتجادلان حول ما إذا كان عليهما العودة للمخيم أو الاستمرار في البحث، يقابلهما قبطان القارب الملتحي الذي اختطف والت في حلقة "الرحيل". يناديهم الرجل باسمائهم ويبدو أنه يعرف تفاصيل شخصية عنهم. يخبرهم أن والت بخير وأن مايكل لن يجده أبداً. ويضيف الرجل: "هذه ليست جزيرتكم، هذه جزيرتنا، والسبب الوحيد الذي يجعلكم تعيشون عليها هو أننا نسمح لكم بذلك"، ويوبخهم لأنهم "فتحوا أبواباً لا ينبغي لهم فتحها". يقول لهم أن يسلموا أسلحتهم ويعودوا، وأن الآخرون سيتركونهم بسلام. يرفض جاك معتقداً أن الرجل يخادعهم وأنهم يتفوقون عليهم عدداً. ينادي الرجل رفاقه الغير مرئيين، وتشتعل عشرات المشاعل فجأة، ويحيطوا بجاك وزملائه. ثم يدعو الرجل الملتحي أحداً يُدعى "أليكس" من أجل "إحضارها". ويتم إحضار كيت مقيدة ومكممة، ويقوم الرجل بوضع مسدس على رقبتها. ويتم الكشف عن أنهم قبضوا على كيت وهي تتعقب جاك وسوير ولوك سراً. مواجهاً موقف صعب، يستسلم جاك ويرمي أسلحته. وكذلك يفعل لوك وسوير. يتم إطلاق سراح كيت ويقوم سوير بإزالة الكمامة من فمها ويفك ربطها ويغادر الآخرون، مهددين بالعودة إذا "تجاوزوا الحد". سوير يقول للرجل الملتحي أنه لم ينتهوا بعد.
في الملجأ، يتفحص هيرلي وتشارلي مجموعة تسجيلات فونوغرافية، ويعثران على واحدة لفرقة تدعى جيرونيمو جاكسون. ثم يسأل هيرلي تشارلي عن الفرص المتاحة له مع ليبي، بينما يظل تشارلي مشغولاً بالتفكير في كلير. على الشاطئ، يتحدث جين وصن ويعترفان لبعضهما البعض أن أياً منهما لا يريد أن يقال له ما يجب عليه فعله.
عند عودته إلى المخيم، يرفض جاك سماع اعتذار كيت. يواسيها سوير قائلاً إنه كان سيفعل نفس الشيء لو طلب منه جاك عدم القدوم. وفي نهاية الحلقة، يتحدث جاك إلى آنا لوسيا على الشاطئ. يستفسر عن ماضيها كضابطة شرطة ثم يسألها "كم من الوقت يستغرق تدريب جيش؟".

## الإستقبال
شاهد 19.13 مليون مشاهد الحلقة عندما بثت لأول مرة في الولايات المتحدة. أعجبت صحيفة لوس أنجلوس تايمز بفلاشباك جاك و"تلك اللحظة الرائعة عندما أشعل الآخرون مشاعلهم"، لكنهم لم يعجبهم تقدم القصة والتشويق الذي "لم يذهب إلى أي مكان أبدًا".

## روابط خارجية
- "فرقة الصيد" على قناة ABC
- «The Hunting Party» على قاعدة بيانات الأفلام على الإنترنت